# Praha-Běchovice střed
Praha-Běchovice střed je železniční zastávka, která se nachází ve stanici Praha-Běchovice na trati Praha - Kolín - Česká Třebová. Stojí severně od Běchovic u nadjezdu nad ulicí Mladých Běchovic. Stanice je součástí Pražské integrované dopravy. Zastavují zde pouze osobní vlaky, vlaky vyšších kategorií zastávkou projíždějí.

## Historie
Železniční zastávka byla slavnostně otevřena 12. června 2015, pro cestující ale až koncem roku 2015 z důvodu prací na železničním koridoru mezi Běchovicemi a Klánovicemi.
Trať je v místech zastávky tříkolejná, při krajních kolejích jsou nástupiště s čekárnou. Podchod mezi nástupišti zajišťuje podjezd v ulici Mladých Běchovic s autobusovou zastávkou MHD.